# Mil (hélicoptère)
Pour les articles homonymes, voir Mil.

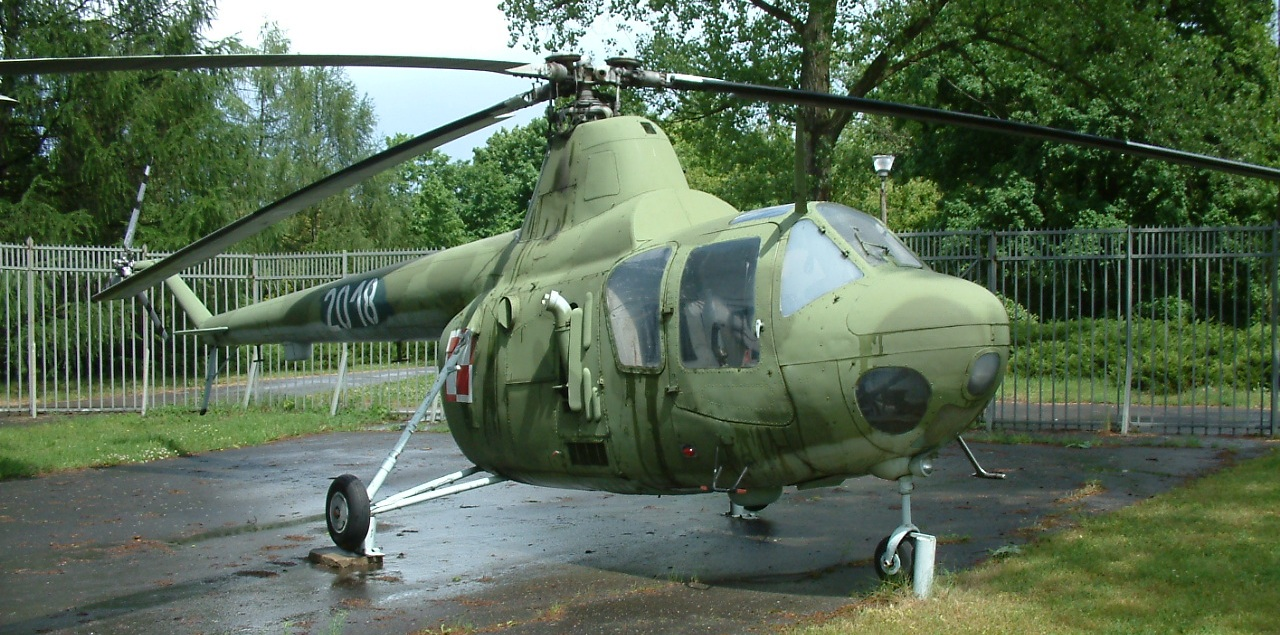
Mi-1 polonais.

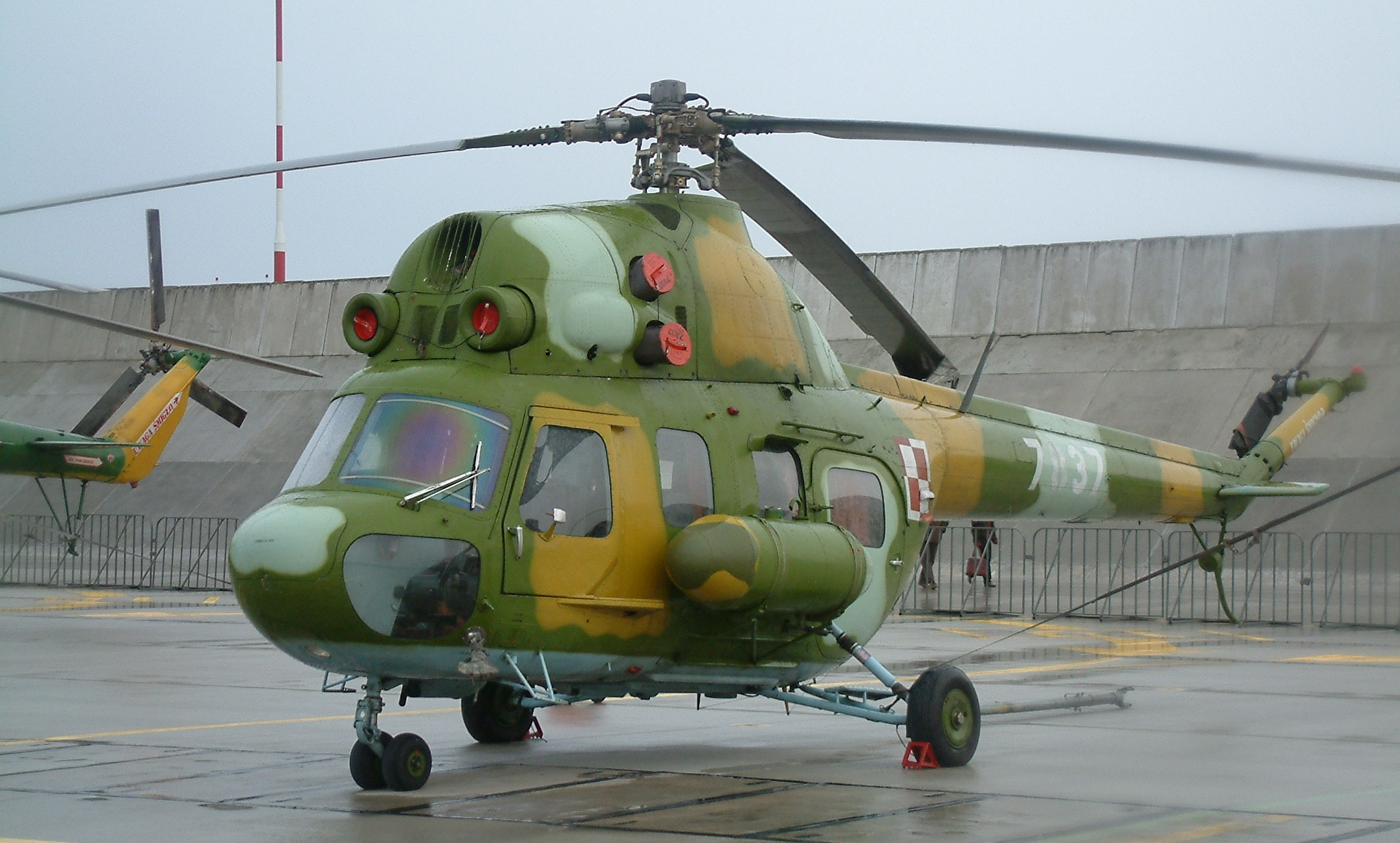
Hélicoptère léger d'attaque Mil Mi-2 polonais sur la BA 31.

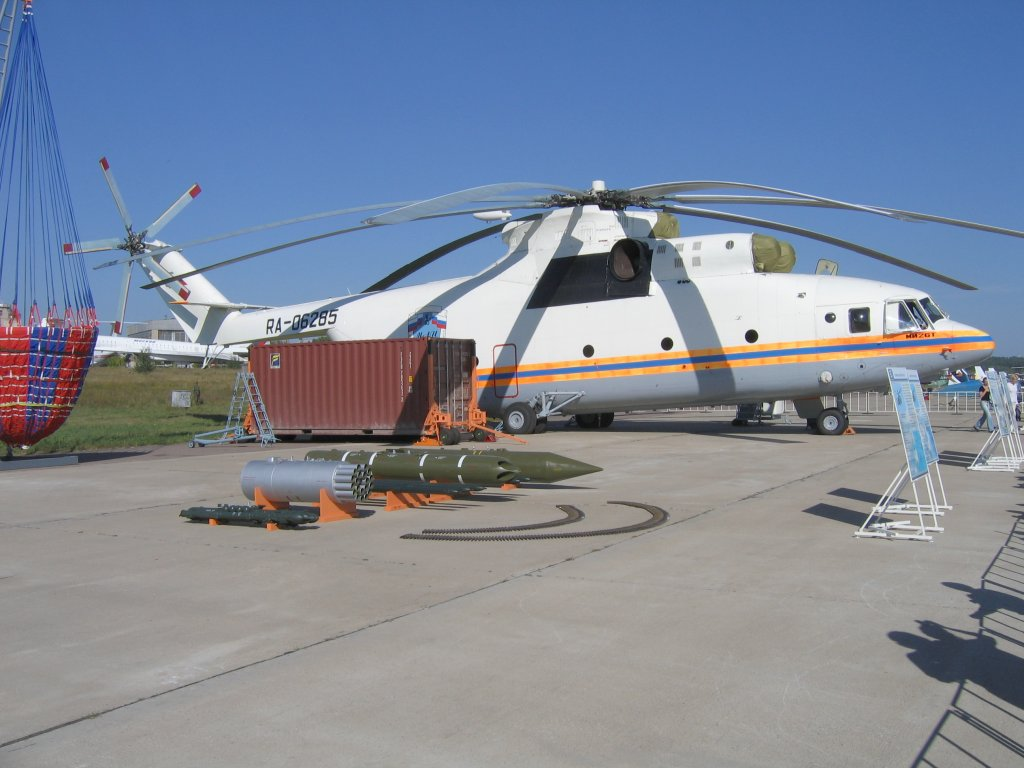
Mi-26.

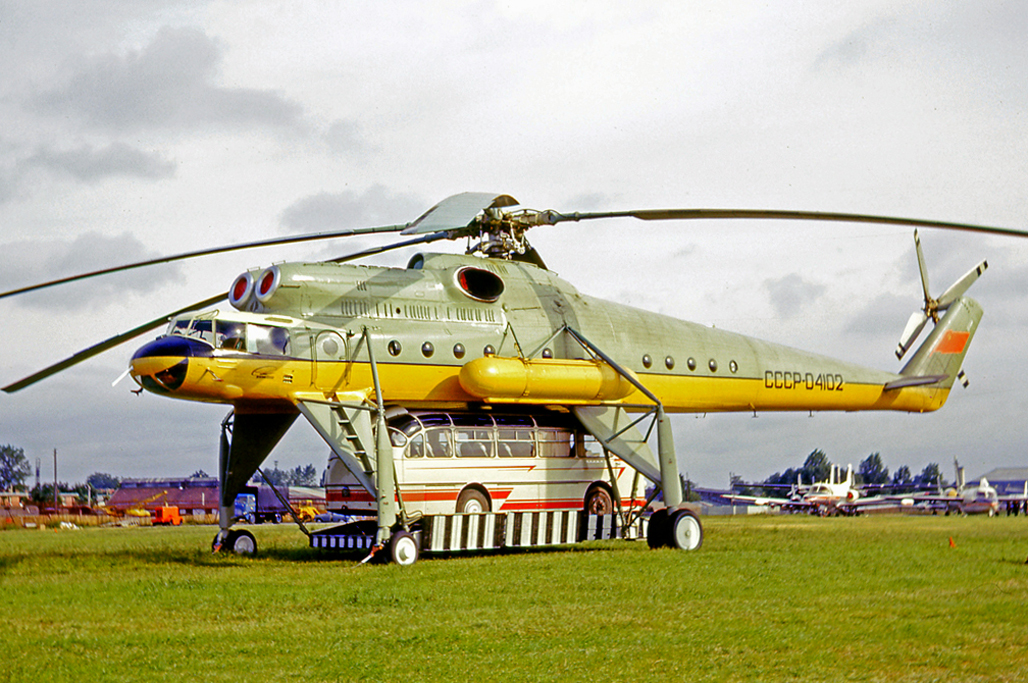
Mil Mi-10 au salon du Bourget 1965.

Mil (en russe Миль abréviation de Московский вертолетный завод им. М. Л. Миля) est un des deux principaux constructeurs russes d'hélicoptères. Son origine remonte à 1947  lorsque l'ingénieur aérospatial Mikhaïl Léontévitch Mil crée à Moscou un bureau d'études spécialisé dans la construction d'hélicoptères. Mil fait partie depuis 2007 de la holding Hélicoptères de Russie qui regroupe l'ensemble des entreprises russes intervenant dans la production d'hélicoptères.
Mil conçoit et fabrique des hélicoptères à usage civil et militaire. Le constructeur dispose de trois sites de production à Oulan-Oude, Kazan et Rostov-sur-le-Don. Depuis sa création plus de 30 000 hélicoptères Mil ont été construits et ces modèles dominent les flottes en activité en Russie. Depuis sa création Mil a créé 13 modèles d'hélicoptères différents et développé une centaine de variantes. Les principaux modèles produits sont les hélicoptères militaires   d'attaque Mi-35M et Mi-28 NE, de transport lourd Mi-26 et moyen Mi-8/Mi-17 ainsi que les hélicoptères à usage civil Mi-17A2, Ansat, Mi-26T et Mi-38.

## Historique
Mil est créé par l'ingénieur Mikhaïl Mil. Dans les années 1930, ce dernier travaille  à l'institut d'aérohydrodynamique sur les autogires et des prototypes d'hélicoptère. En 1947, il prend la direction de son propre bureau d'études spécialisé dans la fabrication des hélicoptères. Il conçoit son premier appareil, le Mi-1 en  1948 et celui-ci remporte la compétition face à son concurrent le Yak-100 (en). Le Mi-1 est le premier hélicoptère construit en série en Union soviétique. Mil développe en 1952 son premier hélicoptère moyen, le Mi-4, qui sera construit à 3 500 exemplaires. Il commence à développer des hélicoptères lourds à partir de 1955 : le Mi-6 qui vole pour la première fois en juin a une masse maximale au décollage de 42,5 tonnes. C'est le premier hélicoptère russe équipé de turbines et peut transporter 70 soldats. Il sera construit à 800 exemplaires. En 1961 vole la première fois le Mi-8 un transporteur de troupes de capacité intermédiaire qui sera le plus gros succès du constructeur avec 10 000 exemplaires construits un incluant les versions dérivées Mi-14/Mi-17. Suivent dans les années 1960, la grue volante Mi-10 capable de soulever une charge de 15 tonnes, le Mi-12,  quadriréacteur de 105 t et plus gros hélicoptère au monde mais qui ne dépassera pas le stade du prototype. Le Mi-14, une version du Mi-8 conçue pour la traque des sous-marins, effectue son premier vol en 1969. À  la même époque apparait le Mi-24 le hélicoptère d'attaque conçu pour détruire les véhicules blindés. Mil inaugure un nouveau type de machine avec un équipage de deux personnes installés l'un derrière l'autre et des armes lourdes guidées (roquettes, missiles). À la fin des années 1990 la société développe des nouveaux engins modernes destinés essentiellement au marché civil comme le Mi-38.

## Établissements
Le siège et le bureau d'études de Mil se trouvent à Moscou. Cet établissement conçoit les nouveaux modèles, fabrique les prototypes et effectue les essais en vol. Mil dispose de trois sites de production :
- À Oulan-Oude dans la république de Bouriatie, au sud de la Russie, la société aéronautique de Oulan-Oue produit les modèles Mi-8 et Mi-17[5]
- À Kazan en république du Tatarstan près de l'Oural  la société des hélicoptères de Kazan construit les Mi-8, Mi-17, Mi-38 et Ansat[6].
- À Rostov-sur-le-Don dans l'oblast de Rostov  dans le sud de la Russie  la société Rostvertol construit les Mi-26, Mi-28 et Mi-35[7].

## Modèles d'hélicoptères

### Hélicoptères à usage militaire

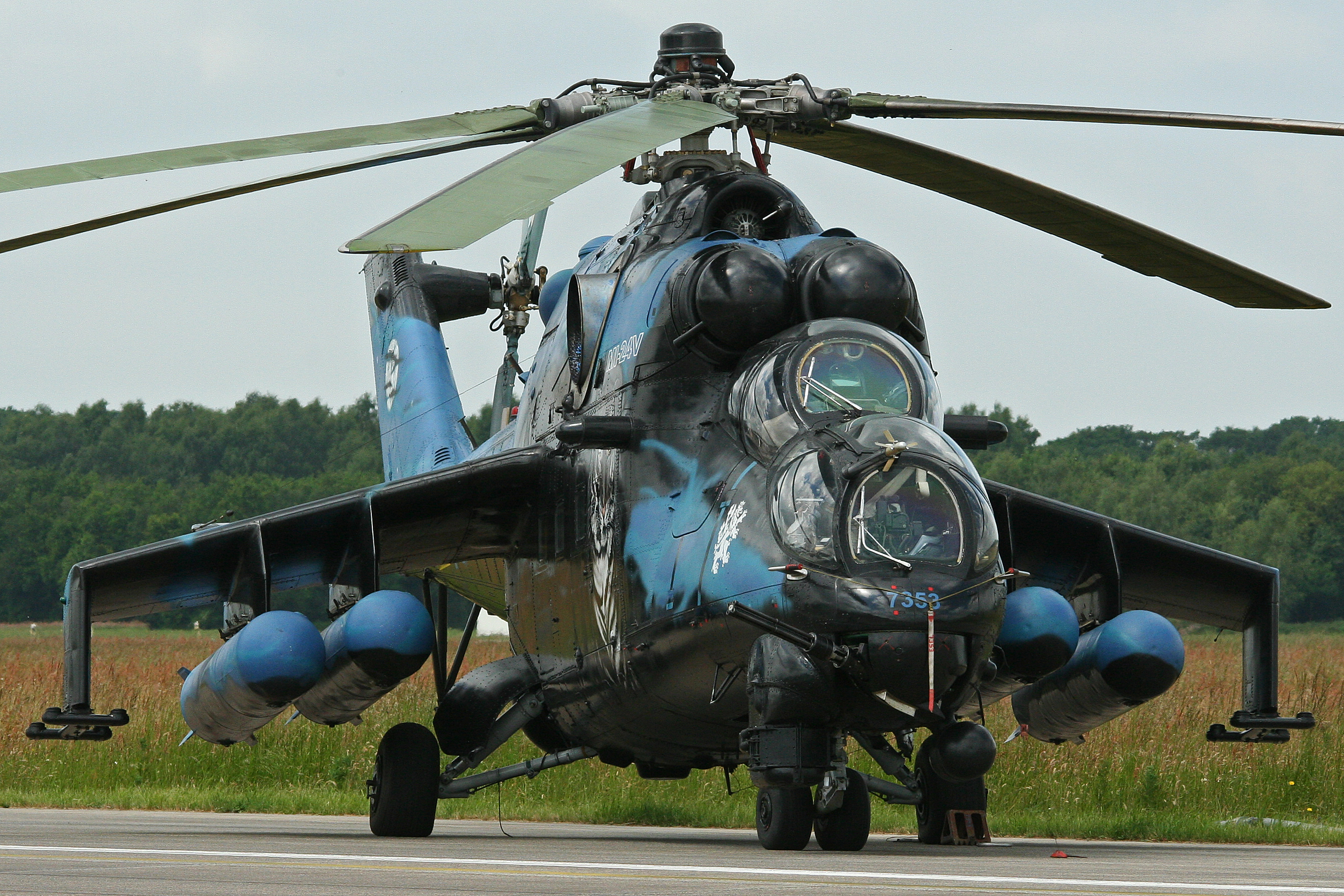
Hélicoptère Mi-24 de l'armée tchèque.

.  Mil Mi-1,1950 -hélicoptère léger polyvalent civil/militaire dont de différentes versions ont été déclinées de ce modèle Mi-1M Moskvich, Mi-1MNKh, SM-2 (Code OTAN Hare)
- Mi-2, 1965 - hélicoptère léger polyvalent (Code OTAN Hoplite)
- Mi-4, 1955 - hélicoptère de transport et de lutte anti-sous-marine (Code OTAN Hound)
- Mi-6, 1957 - hélicoptère de transport lourd et bombardier d'eau (Code OTAN Hook)
- Mi-8, 1968 - hélicoptère polyvalent de moyen tonnage à usage mixte civil/militaire (Code OTAN Hip)
- Mi-14, 1978 - hélicoptère de lutte anti-sous-marine (Code OTAN Haze)
- Mi-17, 1974 version remotorisée du  Mil Mi-8 (Code OTAN Hip H)
- Mi-24, 1978 - hélicoptère lourd d'attaque  (Code OTAN Hind)
- Mi-35, 2005 - version export du Mi-24
- Mi-28, 2005 - hélicoptère d'attaque tous temps (code OTAN Havoc)
- Mi-26, 1983 - l'hélicoptère le plus lourd du monde, pouvant transporter 90 personnes avec une masse au décollage maximale d'environ 56 tonnes (code OTAN Halo)
- Mi-38, 2015 - hélicoptère de transport de moyen tonnage biturbine à usage mixte civil/militaire entré en production en 2015

hélicoptères militaires
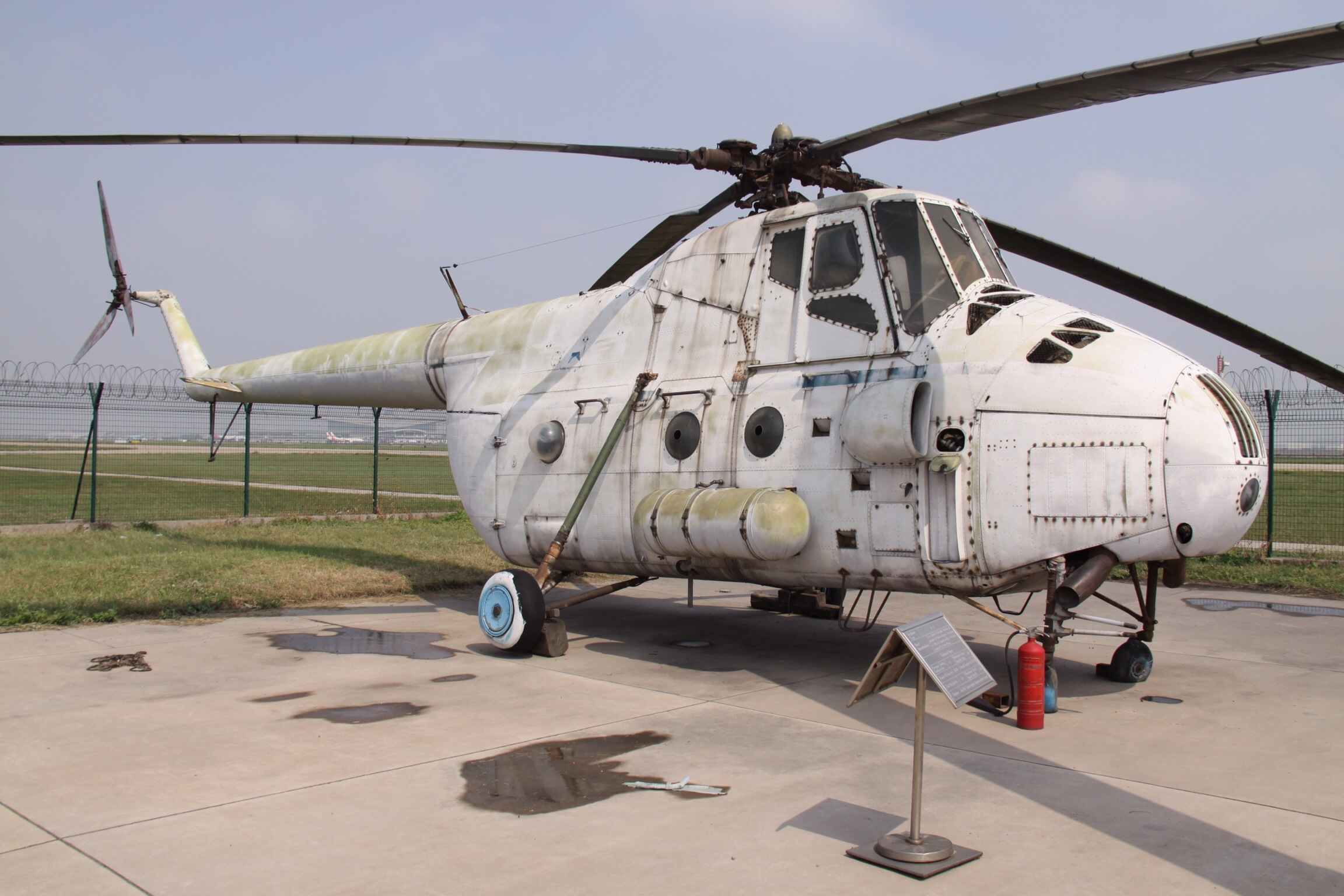
Mil Mi-4
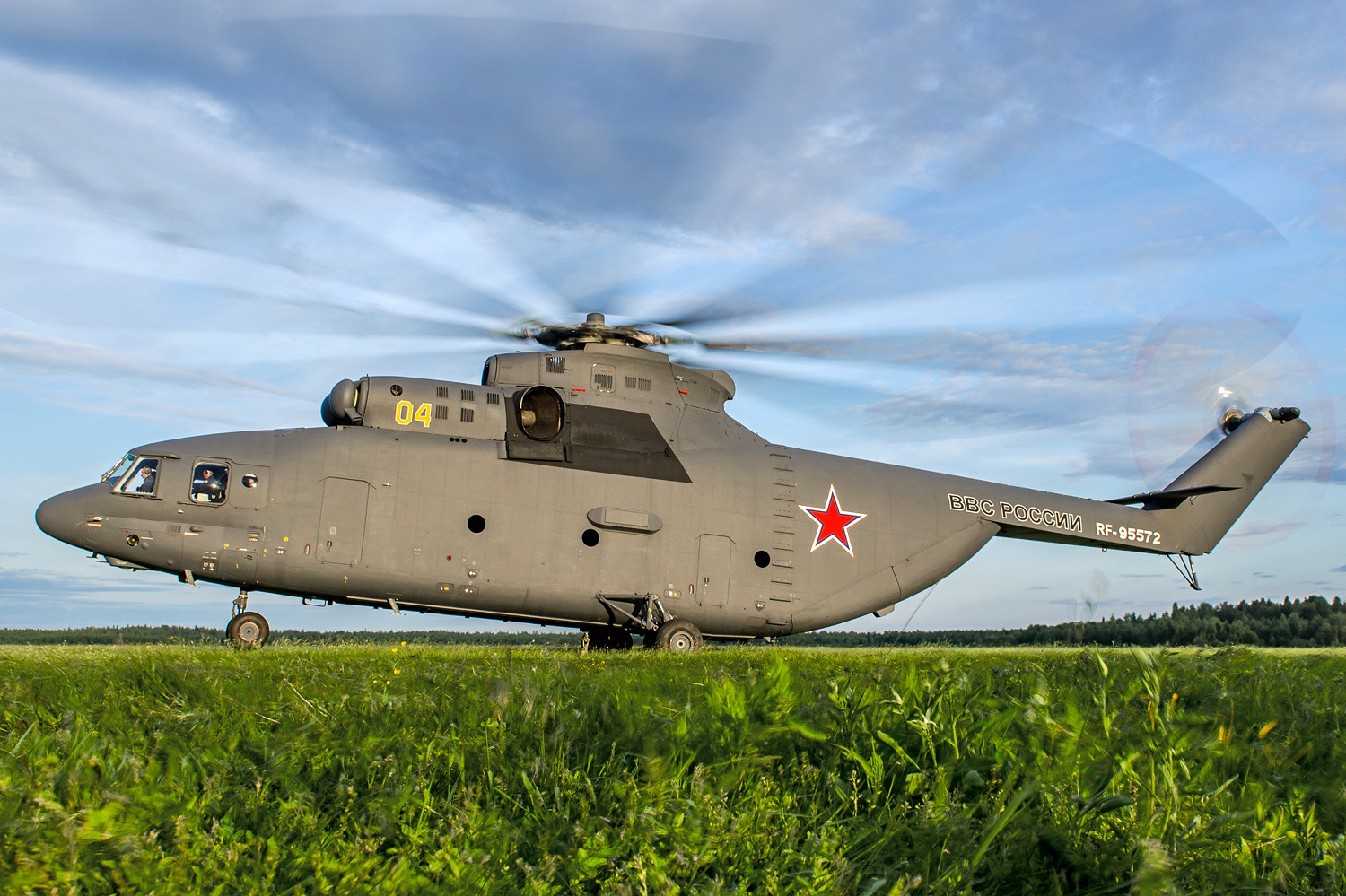
Mi-26 hélicoptère de transport lourd
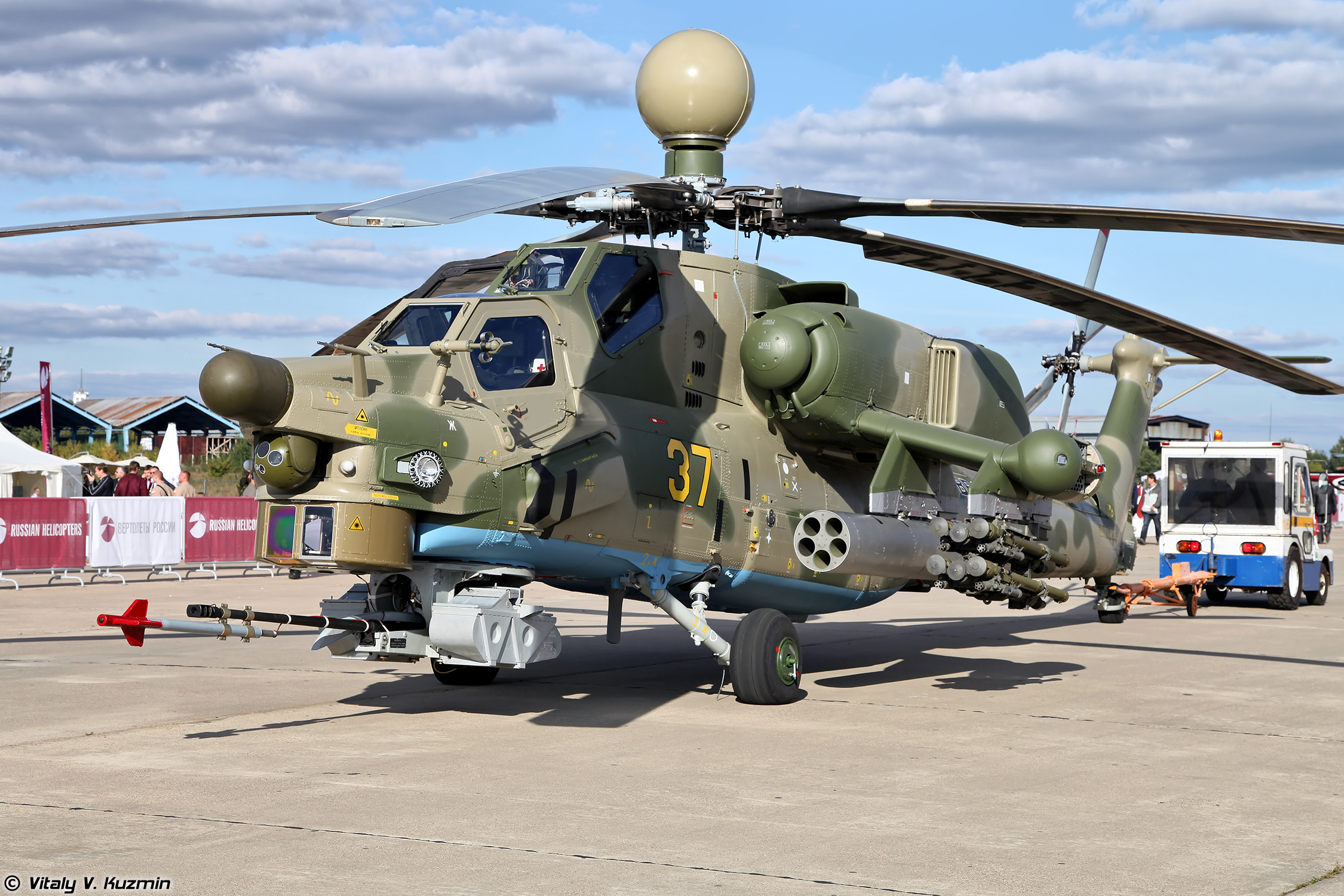
Hélicoptère d'attaque Mi-28 au salon aérien de Moscou en 2013.

### Hélicoptères à usage civil

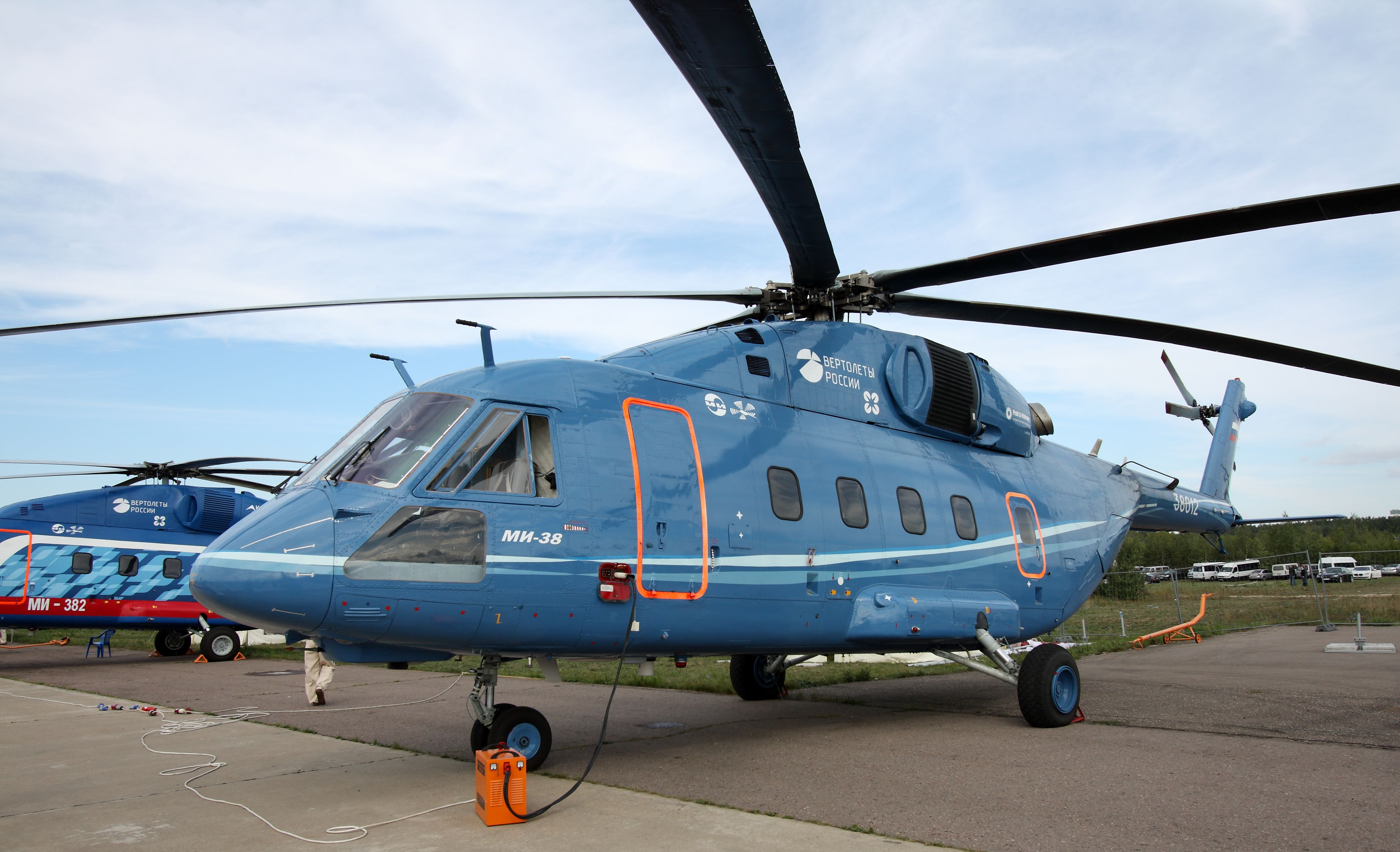
Hélicoptère Mi-38 au salon aérien de Moscou en 2011.

- Mi-1, 1948 - hélicoptère léger polyvalent. Premier hélicoptère produit par Mil (Code OTAN Hare).
- Mi-6, 1957 - hélicoptère de transport lourd
- Mi-10, 1965 - hélicoptère-grue (Code OTAN  Harke).
- Mi-17 version civile du Mi-17
- Mi-34, 1993 - hélicoptère léger (Code OTAN  Hermit).
- Kazan Ansat  - Hélicoptère de transport léger développé par l'établissement de Kazan et commercialisé depuis 1998
- Mi-38  -   Hélicoptère de transport de moyen tonnage biturbine à usage mixte civil/militaire entrée en production en 2015

hélicoptères à usage civil
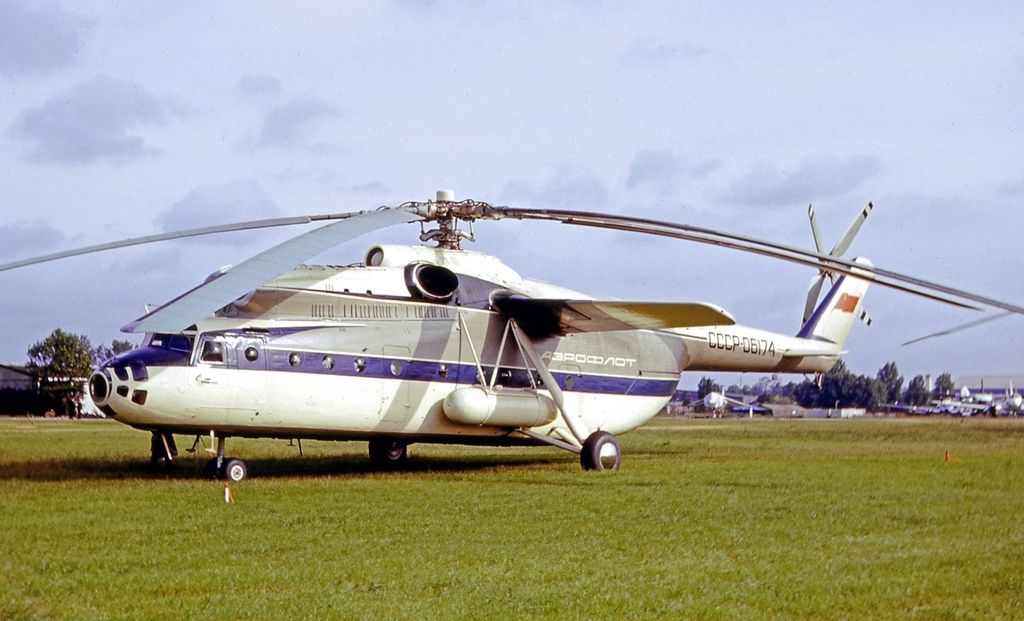
Version civile du  Mil Mi-6 utilisé par la compagnie Aeroflot.
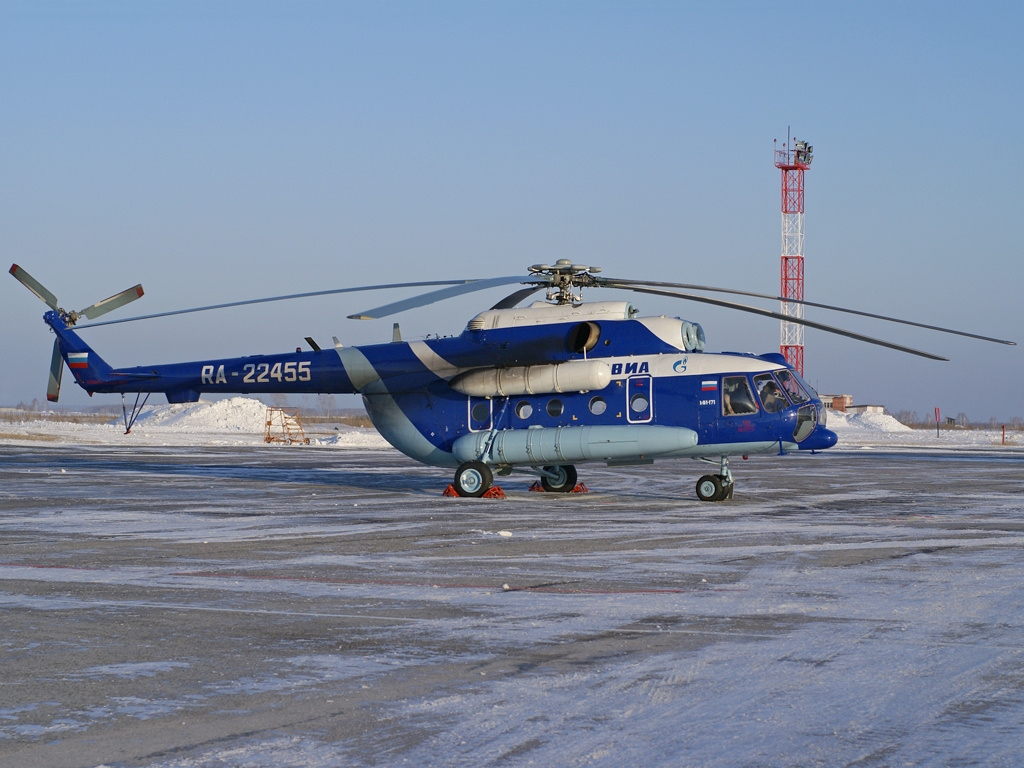
Version civile du Mi-17 (société Gazprom)
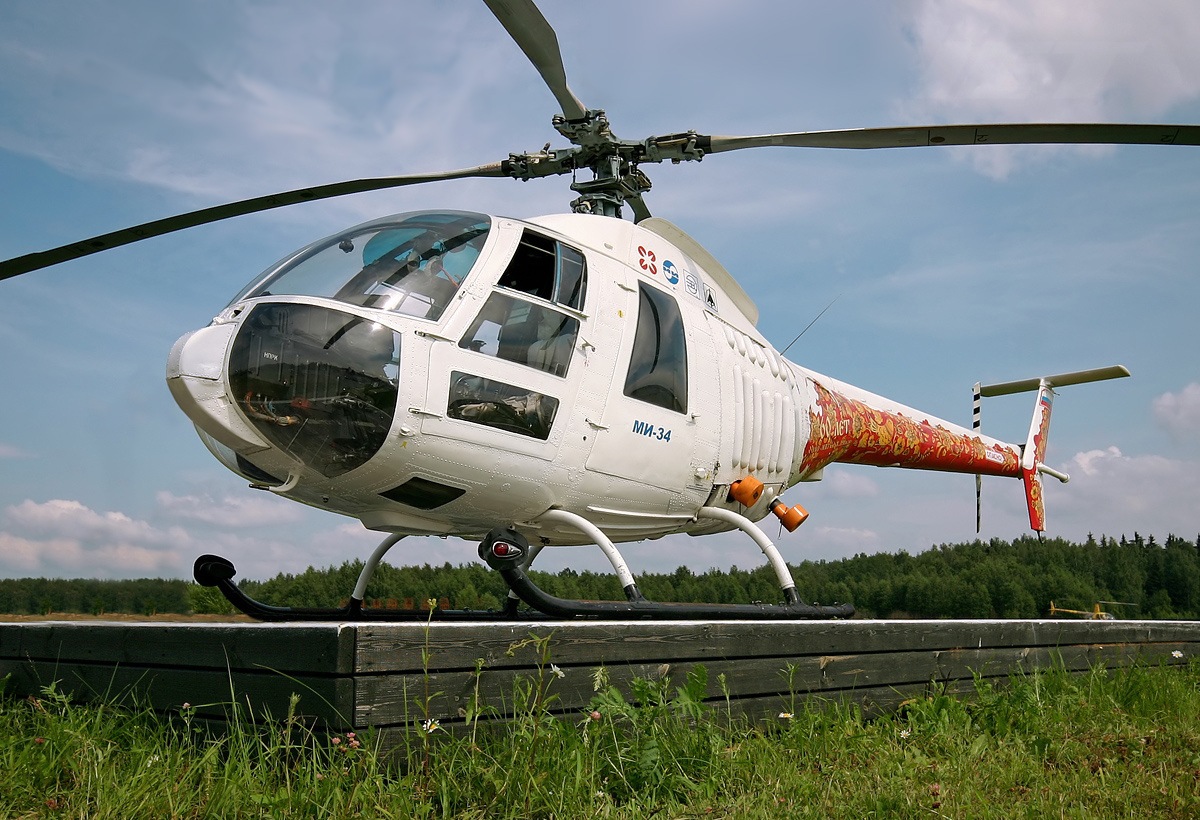
Mi-34

### Projets n'ayant pas dépassé le stade du prototype

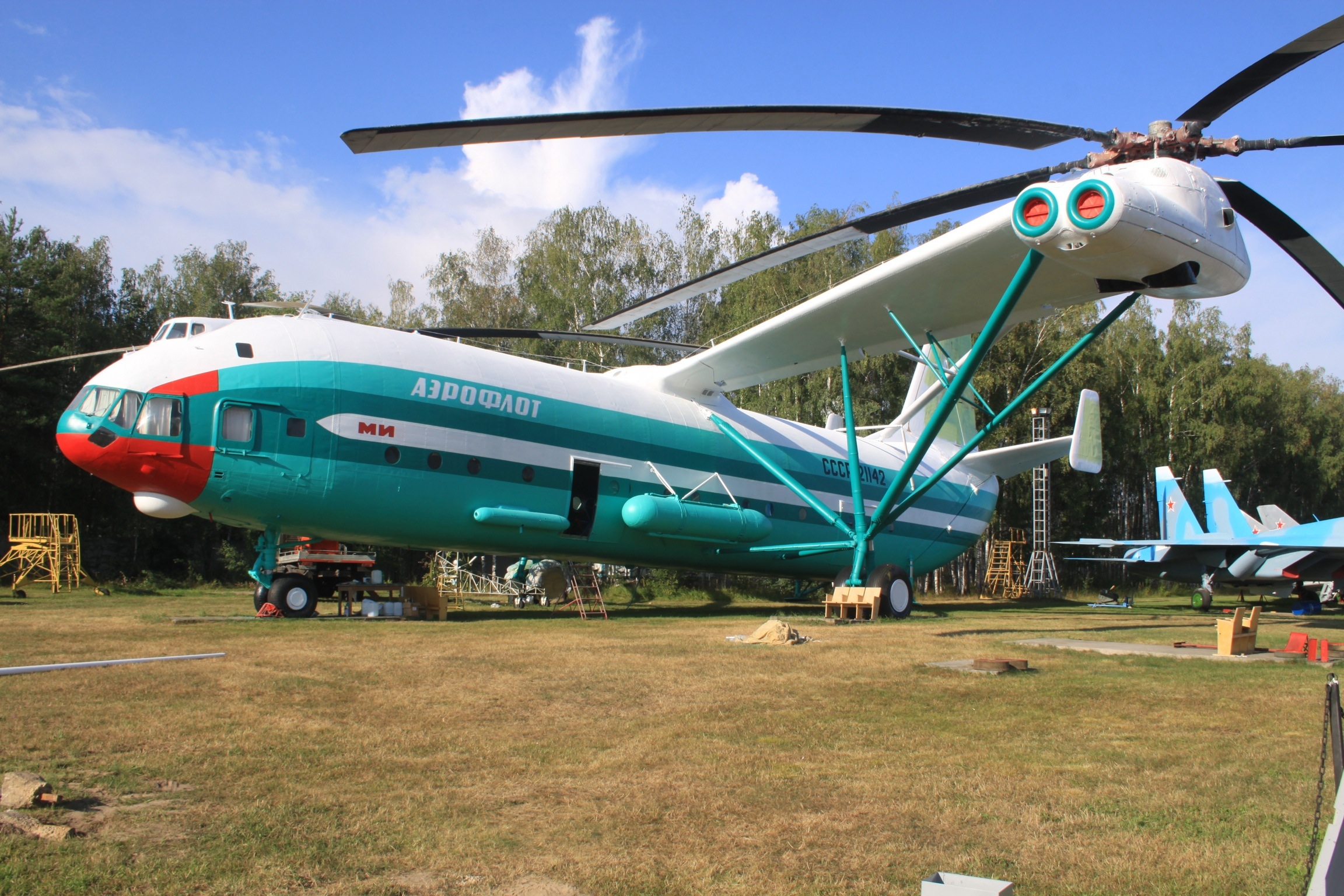
Hélicoptère géant Mil Mi-12.

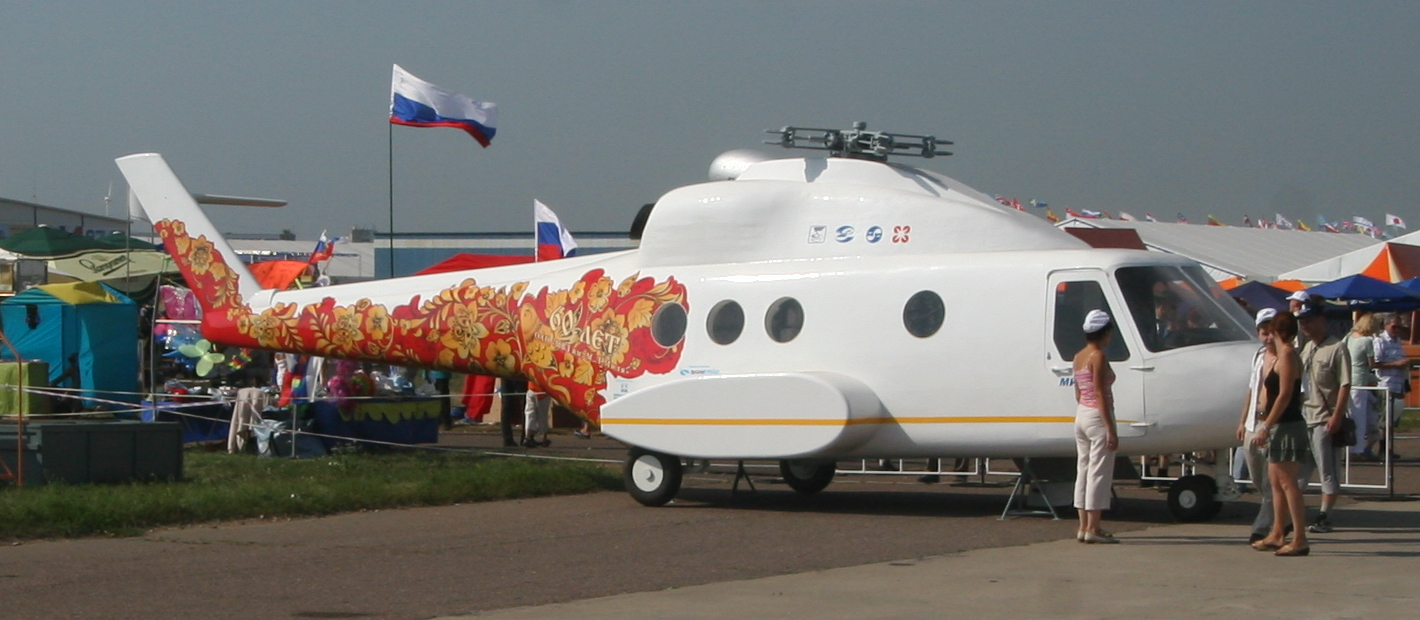
Maquette à l'échelle 1 du Mi-54 exposé au salon aérien de Moscou en 2007.

- Mi-3 (en) Projet de version plus lourde du Mi-2 développé avec la Pologne
- Mil V-7 (en) Prototype expérimental  d'hélicoptère léger ayant volé
- Mi-5   projet d'hélicoptère des années 1950 monoturbine
- Mi-12, 1967 - hélicoptère expérimental a deux rotors contrarotatifs resté n'ayant pas dépassé le stade du prototype volant. Le plus gros hélicoptère (masse 105 tonnes) ayant jamais volé (Code OTAN  Homer).
- Mi-20 (en), 1960 - projet d'hélicoptère ultra-léger
- Mi-32 projet d'hélicoptère tri rotor de 1982
- Mi-36 (en) projet d'hélicoptère léger multi-usages proposé au début des années 1980
- Mi-40 projet d'hélicoptère d'attaque proposé en 1983 et annulé dans les années 1990
- Mi-42 (en) projet d'hélicoptère d'attaque proposé mi 1980 et annulé dans les années 1990
- Mi-46 (en) projet d'hélicoptère multi-usages proposé au milieu des années 1980
- Mi-46 (en) projet d'hélicoptère grue/transport de passagers ou de cargo proposé en 1992
- Mi-52 (en) projet d'hélicoptère multi usages avec 4 places proposé dans les années 1990
- Mi-54 (en) hélicoptère de transports de passagers moyen biturbine proposé en 1992
- Mi-58 hélicoptère de transports de passagers moyen biturbine proposé en 1995.
- Mi-60 (en) hélicoptère à moteurs à pistons proposé en 2001.